# Lion.cc
lion.cc war eine österreichische Internetbuchhandlung, die ursprünglich als Onlinetochter des Medienhandelskonzerns LIBRO gegründet wurde. 
Aufsehen erregte lion.cc, als sich LIBRO im Juli 2000 dazu entschloss, in Deutschland erschienene Bücher – auch an Kunden in Deutschland – mit Preisnachlässen bis zu 20 % anzubieten und damit die umstrittene Buchpreisbindung zu unterlaufen. Daraufhin weigerten sich mehrere deutsche Verlage und Großhändler, lion.cc weiter zu beliefern, was wiederum zu Ermittlungen durch die Europäische Kommission führte.
Aufgrund finanzieller Verlustgeschäfte wurde lion.cc von LIBRO-Eigentümer André Rettberg 2001 an das Wiener Unternehmen MC Marketing verkauft. 2005 kam dann das Aus als unabhängiger Online-Händler – die Website wurde vom Netz genommen, den 72 Mitarbeitern gekündigt und die Gesellschaft liquidiert.
Im Februar 2005 übernahm das deutsche E-Commerce-Unternehmen buch.de die Bücherplattform und reaktivierte die Website. Danach war lion.cc neben bol.at und thalia.at die dritte österreichische Online-Plattform des Internetbuchhändlers. Seit Anfang November 2009 leiten die Adressen lion.cc und bol.at auf thalia.at um.